# Иванов, Геннадий Сергеевич
Геннадий Сергеевич Иванов (род. 1940) — советский и российский учёный, доктор технических наук, профессор.

## Биография
Родился 11 ноября 1940 года в деревне Санарпоси Чувашской АССР.
В 1962 году окончил Поволжский лесотехнический институт (ПЛТИ, ныне Поволжский государственный технологический университет) в городе Йошкар-Ола. С сентября 1962 по 1965 год работал ассистентом кафедры начертательной геометрии и графики родного вуза. С 1965 по 1968 год обучался в аспирантуре на кафедре начертательной геометрии и черчения Московского лесотехнического института (ныне Мытищинский филиал МГТУ имени Н. Э. Баумана). С сентября 1969 по 1980 год Геннадий Иванов работал доцентом кафедры прикладной геометрии Московского авиационного института (МАИ). В 1968 году защитил кандидатскую диссертацию по специальности «Прикладная геометрия и инженерная графика». Докторскую диссертацию по этой же специальности на тему «Поверхности и кривые расслояемых нелинейных преобразований в начертательной геометрии и технике» защитил в 1977 году.
С 1980 по 2007 год Г. С. Иванов — профессор кафедры прикладной геометрии МАИ. С февраля 2007 года работает профессором кафедры начертательной геометрии и черчения Московского государственного университета леса и одновременно с апреля этого же года — профессор на кафедре РК-1 «Инженерная графика» МГТУ им. Н. Э. Баумана.
Иванов Геннадий Сергеевич — основатель научной школы «Нелинейная начертательная геометрия». Воспитал 1 доктора и 35 кандидатов технических наук. Ведёт также научно-организаторскую работу, участвуя в организации и проведении Международных и Всероссийских конференций по прикладной геометрии. Работает в области развития высшего технического образования в России, являясь членом Научно-методического совета по начертательной геометрии, инженерной и компьютерной графике, членом редколлегий и редактором сборников научно-методических статей по начертательной геометрии и инженерной графике. Член Редакционного совета журнала «Геометрия и графика».

## Награды и звания
- Заслуженный деятель науки Российской Федерации (2006)